# Plastic Bag
Plastic Bag è un cortometraggio del 2009 scritto, diretto, montato e prodotto da Ramin Bahrani.

## Trama
Il cortometraggio racconta il viaggio di un sacchetto di plastica (doppiato da Werner Herzog) che, dopo essere stato buttato nella spazzatura, cerca di tornare dal suo possessore, scoprendo così il mondo durante il suo tragitto.